# Tiisijärvi
Tiisijärvi eller Tiisjärvi är en sjö i Finland. Den ligger i kommunen Lappo i landskapet Södra Österbotten, i den centrala delen av landet, 300 km norr om huvudstaden Helsingfors. Tiisijärvi ligger 90,9 meter över havet. Arean är 1,7 kvadratkilometer och strandlinjen är 8,87 kilometer lång. Sjön  ingår i Lappo å huvudavrinningsområde.   I omgivningarna runt Tiisijärvi växer i huvudsak barrskog.
I övrigt finns följande i Tiisijärvi:
- Kivisaari (en halvö)
- Aittosaari (en ö)